# Mistrzostwa Świata w Kolarstwie Przełajowym 1995
46. Mistrzostwa Świata w Kolarstwie Przełajowym 1995 odbyły się w szwajcarskiej miejscowości Eschenbach, 29 stycznia 1995 roku. Rozegrano wyścigi mężczyzn w kategoriach elite i juniorów.

## Medaliści
| Konkurencja:                | Złoto:        | Czas    | Srebro:             | Czas     | Brąz:         | Czas     |
| Klasyfikacja mężczyzn       |               |         |                     |          |               |          |
| Elite (29 stycznia 1995)    | Dieter Runkel | 57:44 m | Richard Groenendaal | + 0:37 m | Beat Wabel    | + 0:57 m |
| Juniorzy (29 stycznia 1995) | Zdeněk Mlynář | 40:01 m | Guillaume Benoist   | + 0:12 m | Stefan Bünter | + 0:16 m |

## Szczegóły

### Zawodowcy
| Medal | Zawodnik            | Narodowość | Czas    |
| ----- | ------------------- | ---------- | ------- |
|       | Dieter Runkel       | Szwajcaria | 57:44 m |
|       | Richard Groenendaal | Holandia   | + 0:37  |
|       | Beat Wabel          | Szwajcaria | + 0:57  |
| 4     | Adrie van der Poel  | Holandia   | + 1:18  |
| 5     | Roger Honegger      | Szwajcaria | + 1:26  |
| 6     | Peter Van Santvliet | Belgia     | + 1:43  |
| 7     | Dominique Arnould   | Francja    | + 1:45  |
| 8     | Jan Østergaard      | Dania      | + 2:01  |
| 9     | Daniele Pontoni     | Włochy     | + 2:11  |
| 10    | Emmanuel Magnien    | Francja    | + 2:30  |

### Juniorzy
| Medal | Zawodnik           | Narodowość | Czas    |
| ----- | ------------------ | ---------- | ------- |
|       | Zdeněk Mlynář      | Czechy     | 40:01 m |
|       | Guillaume Benoist  | Francja    | + 0:12  |
|       | Stefan Bünter      | Szwajcaria | + 0:16  |
| 4     | Miguel Martinez    | Francja    | + 0:18  |
| 5     | Pavel Prošek       | Czechy     | + 0:31  |
| 6     | Maarten Nijland    | Holandia   | + 0:47  |
| 7     | Patrick Dubacher   | Szwajcaria | + 0:47  |
| 8     | Roger Zweifel      | Szwajcaria | + 0:54  |
| 9     | Robby Pelgrims     | Belgia     | + 0:59  |
| 10    | Fabrizio Dall'Oste | Włochy     | + 1:06  |

## Tabela medalowa
| Miejsce | Państwo    |   |   |   |   |
| ------- | ---------- | - | - | - | - |
| 1.      | Szwajcaria | 1 | 0 | 2 | 3 |
| 2.      | Czechy     | 1 | 0 | 0 | 1 |
| 3.      | Francja    | 0 | 1 | 0 | 1 |
| 3.      | Holandia   | 0 | 1 | 0 | 1 |